# Tadeusz Jachimek
Tadeusz Jachimek ps. „Ninka”, „Jar”, „Jocker”, „Joker” (ur. 9 lutego 1911 w Wiśniowej, zm. 4 listopada 1970 w Łodzi) – podpułkownik Wojska Polskiego, sekretarz generalny Zrzeszenia Wolność i Niezawisłość od września 1945, szef sztabu Delegatury Sił Zbrojnych na Kraj.

## Życiorys
Ukończył w 1933 Szkołę Podchorążych Piechoty i otrzymał przydział do 36 pułku piechoty w którym pełnił stanowiska dowódcy plutonu i kompanii do 1938. Jednocześnie w latach 1935–1938 studiował w Instytucie Wschodnim. Zdał egzamin do Wyższej Szkoły Wojennej w 1939 i odbył kurs próbny. W tym samym roku był pomocnikiem oficera operacyjnego 8 Dywizji Piechoty oraz uczestniczył w obronie Modlina. 
Od 1940 w konspiracji w Polskim Związku Wolności, a w ZWZ–AK od maja 1941. Kierował referatem Front Wschodni O de B w Biurze Studiów Oddziału II KG. Uczestnik powstania warszawskiego w I rzucie KG AK. 3 lutego 1947 skazany w procesie I Zarządu Głównego WiN. Obok niego sądzeni byli: Jan Rzepecki, Antoni Sanojca, Jan Szczurek-Cergowski, Marian Gołębiewski, Henryk Żuk, Kazimierz Leski, Józef Rybicki, Ludwik Muzyczka i Emilia Malessa. Służył od 1947 w ludowym Wojsku Polskim. W Centrum Wyszkolenia Piechoty ukończył kurs dowódców pułków i był oficerem w sztabie Dowództwa Okręgu Wojskowego w Bydgoszczy. Przeniesiony do rezerwy w 1950, a od 1956 pracował w cywilnych instytucjach. 
Ponownie powołany do służby wojskowej w 1957. Ukończył w 1958 Wyższy Akademicki Ogólnowojskowy Kurs w Akademii Sztabu Generalnego. Pełnił służbę w Gdańsku i Łodzi jako kierownik Studium Wojskowego. Został pochowany na Cmentarzu Komunalnym na Powązkach (kwatera B14-7-11).

## Ordery i odznaczenia
- Krzyż Srebrny Orderu Wojennego Virtuti Militari[1]
- Krzyż Walecznych
- Złoty Krzyż Zasługi z Mieczami